# Senna morongii
Senna morongii är en ärtväxtart som först beskrevs av Nathaniel Lord Britton, och fick sitt nu gällande namn av Howard Samuel Irwin och Rupert Charles Barneby. Senna morongii ingår i släktet sennor, och familjen ärtväxter. Inga underarter finns listade i Catalogue of Life.